# Paderewski (trein)
De Paderewski was een Europese internationale trein tussen Polen en Duitsland. De trein is genoemd naar Ignacy Jan Paderewski, Pools componist en in 1919 premier van Polen.

## EuroCity
De Paderewski werd op 24 mei 1998 als derde EuroCity tussen Berlijn en Warschau in dienst genomen. Hiermee werd het ook mogelijk rond de middag de reis per EuroCity te maken, terwijl de EC Berolina en EC Varsovia de ochtend- en de avondrit verzorgden. Op het westelijke deeltraject tussen Berlijn en Poznan werd de capaciteit nog extra verhoogd met de EC Posania, zodat tussen Poznan en Berlijn vier Eurocity's per dag beschikbaar waren. In verband met de concurrentie van verschillende busbedrijven op de route Berlijn - Warschau besloten de PKP en de DB alle vier EuroCity's onder de naam Berlin-Warszawa Express aan te bieden. De prijzen werden verlaagd en het materieel werd blauw en wit geschilderd en kreeg de naam van de trein als opschrift. De Paderewski reed op 29 september 2002 voor het laatst en sinds 30 september 2002 wordt de treindienst onder de nieuwe formule gereden.

### Route en dienstregeling
| EC 44 | land      | station               | km  | EC 45 |
| ----- | --------- | --------------------- | --- | ----- |
| 10:10 | Polen     | Warszawa Wschodnia    | 0   | 19:54 |
|       | Polen     | Warszawa Centralna    | 5   |       |
|       | Polen     | Kutno                 | 132 |       |
|       | Polen     | Konin                 | 211 |       |
|       | Polen     | Poznan Gl.            | 311 |       |
|       | Polen     | Swiebodzin            | 420 |       |
|       | Polen     | Rzepin                | 467 |       |
|       | Duitsland | Frankfurt an der Oder | 490 |       |
|       | Duitsland | Berlin Hbf            | 572 |       |
| 16:38 | Duitsland | Berlin Zoo            | 577 | 13:21 |